# Acanthodactylus busacki
Acanthodactylus busacki är en ödleart som beskrevs av  Alfredo Salvador 1982. Acanthodactylus busacki ingår i släktet fransfingerödlor, och familjen lacertider. IUCN kategoriserar arten globalt som livskraftig. Inga underarter finns listade i Catalogue of Life.